# Scratching (Graffiti)

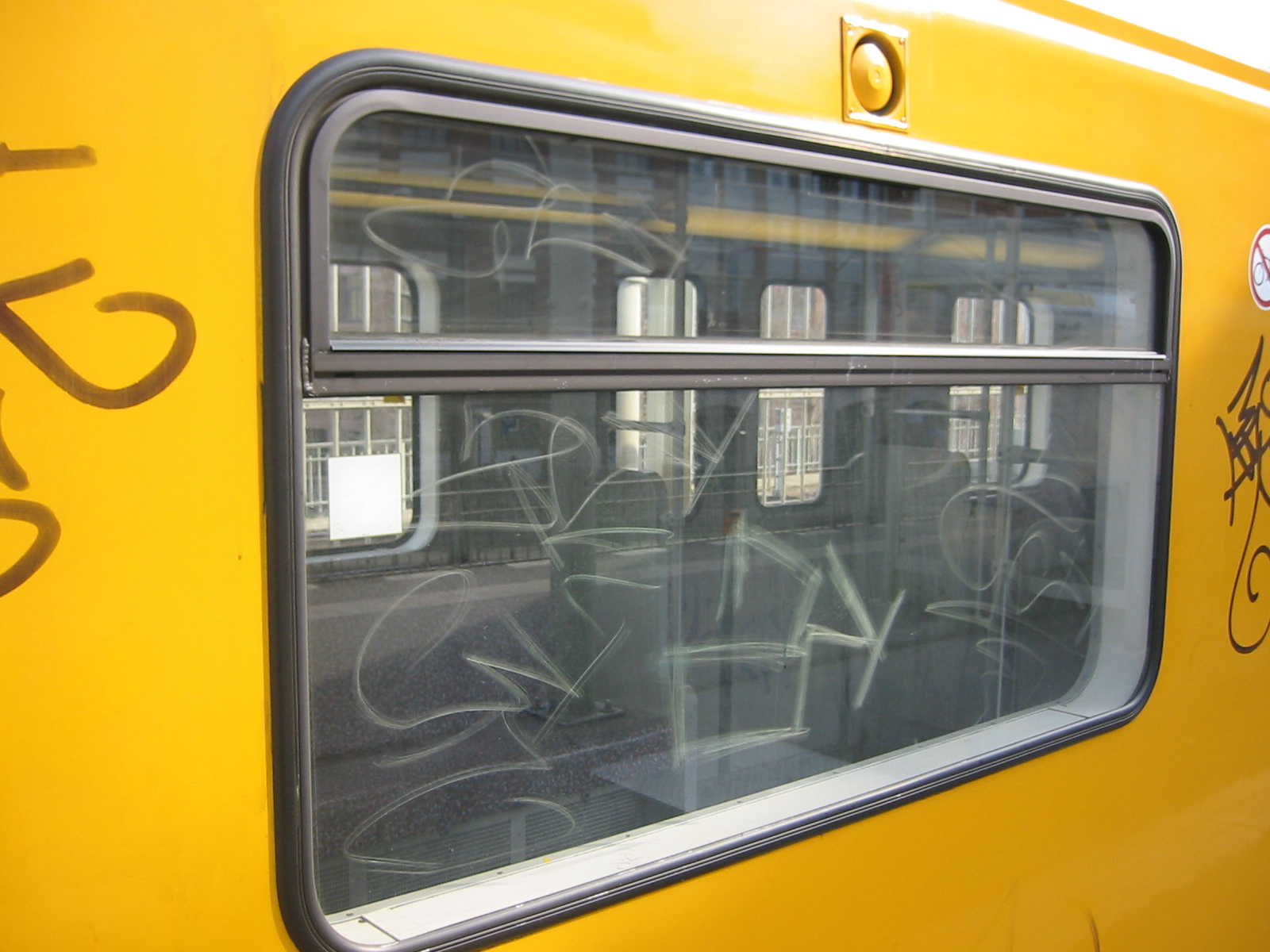
Scratching auf den Fensterscheiben der Berliner U-Bahn

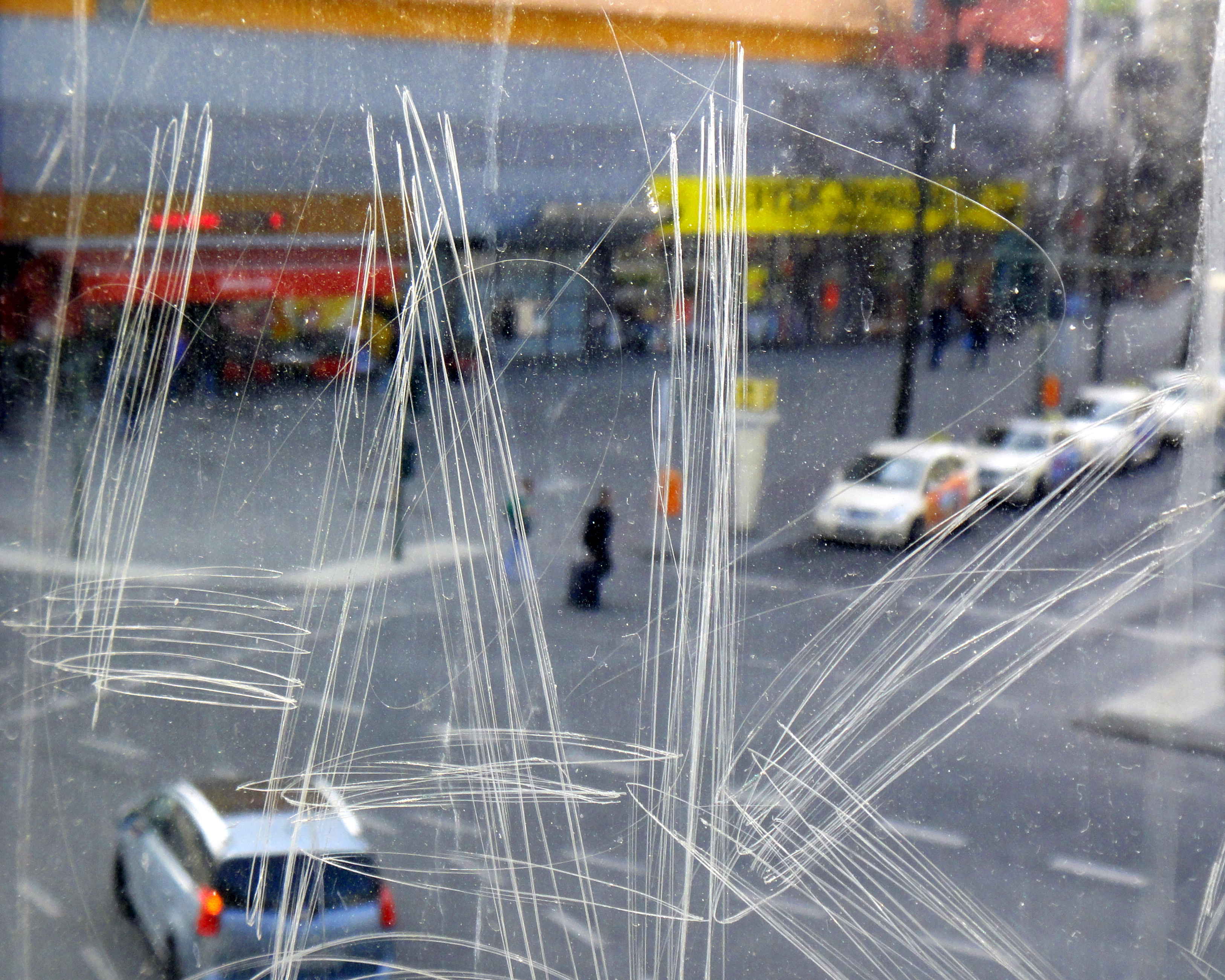
Zerkratzte Scheibe am U-Bahnhof Nollendorfplatz, Berlin

Scratching (englisch: to scratch – kratzen) ist eine Form von Graffiti und bezeichnet das absichtliche Zerkratzen (und dabei mutwillige Beschädigen) von Glas-, Plastik- oder Farboberflächen im öffentlichen Raum. Besonders betroffen sind dabei Fensterscheiben von öffentlichen Verkehrsmitteln wie Zügen, Straßenbahnen und Bussen. Diese sogenannten Scratchiti werden meist mit Glasscherben, Marmorsteinen oder Nothämmern gekratzt. Meist werden dabei Tags hinterlassen. Nicht selten sind manche Scheiben im zentralen Sehfeld derart zerkratzt, dass ein Hinausschauen stark eingeschränkt ist, was das Ablesen von Stationsnamen erschwert.
Eine weitere, erst später aufgetauchte Variante des Scratchings besteht im Anätzen der Scheibe durch mit Flusssäure gefüllte Markerstifte (Etching). Wegen der Gefährlichkeit des Hautkontaktes von ahnungslosen Fahrgästen oder Reinigungspersonal mit der Säure wird Etching (zumindest in Berlin) intensiv verfolgt.
Das Phänomen kam Mitte der 1990er Jahre auf, als Jugendliche in der New Yorker U-Bahn Fensterscheiben einkratzten. Im Jahr 1997 ließ die Metropolitan Transportation Authority 62.000 Scheiben reparieren, was etwa 2 Millionen Euro kostete. Inzwischen muss die MTA jährlich Fenster für etwa 60–65 Millionen Euro wechseln.
Ende der 1990er ist das Scratching erstmals in Deutschland aufgetreten und hat sich danach von einzelnen Regionen über das ganze Bundesgebiet verbreitet. Besonders in Berlin ist es ein derart weitverbreitetes Phänomen, dass die Verkehrsbetriebe dazu übergegangen sind, Glasflächen mit Klarsichtfolie zu überziehen, die das eigentliche Fensterglas als Opferschicht vor Zerstörung schützen. In regelmäßigen Intervallen werden die Folien abgezogen und durch neue ersetzt. Zum Beispiel plante die S-Bahn Berlin GmbH rechtzeitig zur Fußballweltmeisterschaft 2006 den Austausch aller zerkratzten Folien/Scheiben. 2003 wurden von der S-Bahn Berlin 2.325 zerkratzte Scheiben ausgetauscht.
Zumeist wird Scratching als Vandalismus oder Sachbeschädigung betrachtet. Juristisch ist es unbestritten eine strafbare Handlung, deren Ahndung aber oft schwierig ist, da die Täter selten auf frischer Tat ertappt werden. Legales Scratching ist im Gegensatz zu legalen Graffiti nicht sehr verbreitet.

## Strafrechtliche Relevanz
Das Scratching auf Objekten jeglicher Art ohne Zustimmung des privaten oder öffentlichen Eigentümers erfüllt den Tatbestand der Sachbeschädigung. Neben der zivilrechtlichen ergibt sich damit auch eine strafrechtliche Relevanz.
Die dafür geltenden Rechtsnormen sind in Deutschland § 303 und § 304 StGB, in Österreich § 125 und § 126, in der Schweiz der Art. 144.
Die Verwendung von Flusssäure im öffentlich zugänglichen Raum wird in Deutschland zusätzlich als Verbrechenstatbestand im Sinne des § 330a StGB – Schwere Gefährdung durch Freisetzen von Giften – verfolgt.

## Varianten

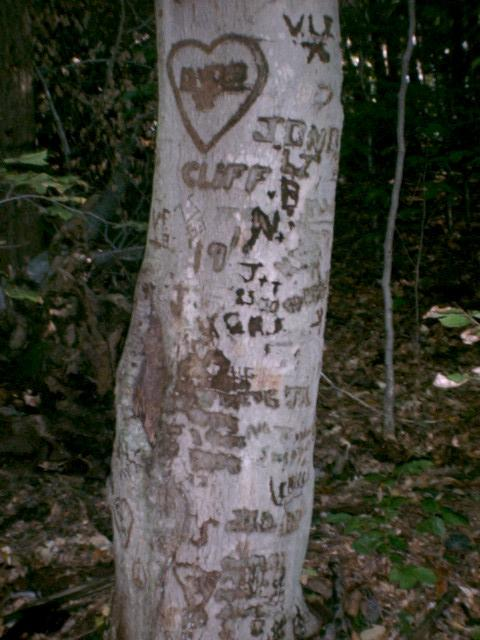
Baumstamm mit eingeritzter Graffiti

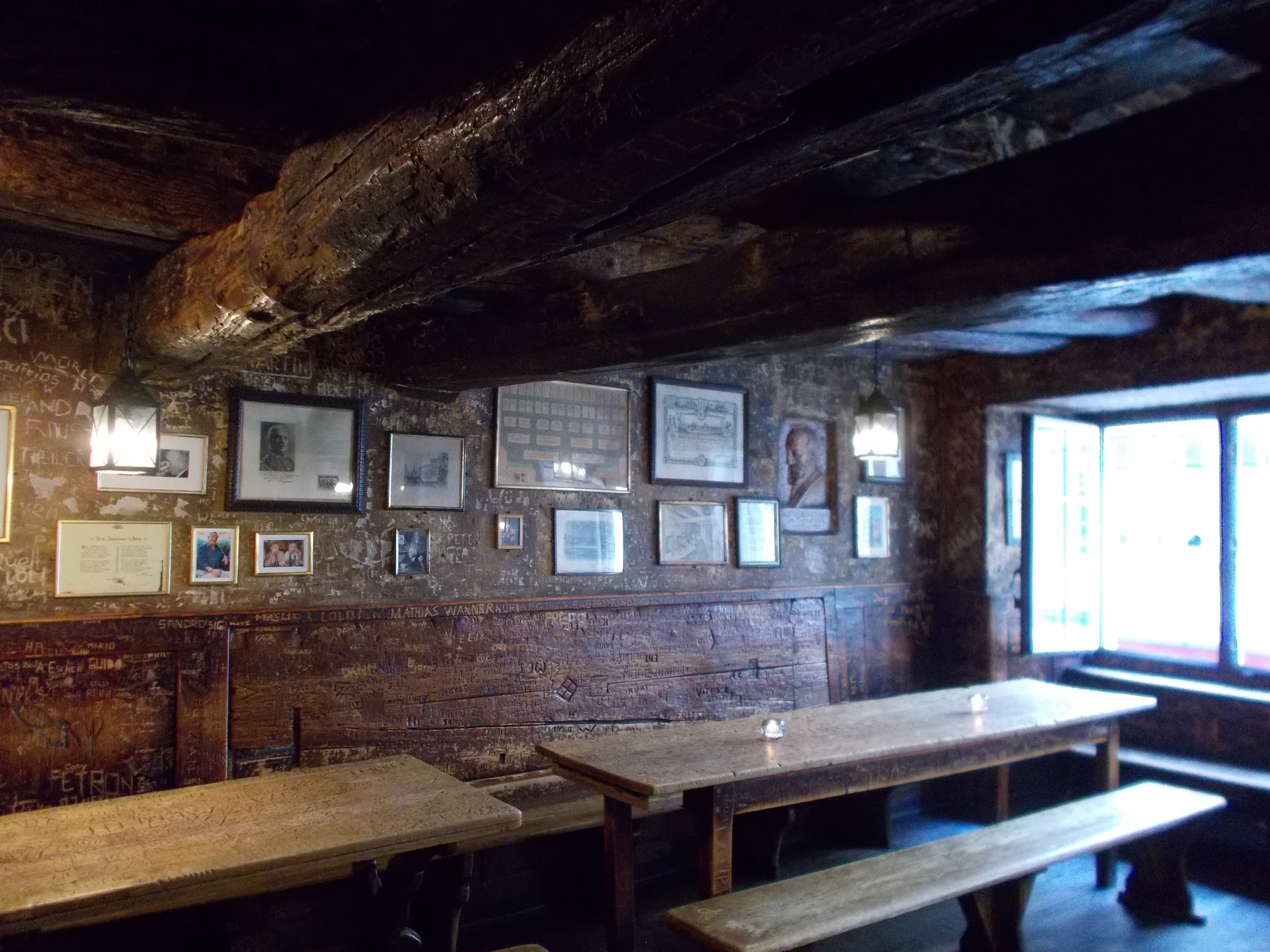
Taverne „Oeli“ mit eingeritzten Namen

Scratching findet seit altersher an Bäumen statt, denn es ist insbesondere bei Liebespärchen üblich, ihre Namen in die Rinde eines solchen zu ritzen. Auch Klosprüche werden – insbesondere auf aus Holz bestehenden Klotüren – manchmal als Scratching ausgeführt. Generell wird Graffiti auf Holz oft als Scratching ausgeführt.
Eine andere Form des Scratchings ist das legale Einritzen des eigenen Namens in die Wand der Taverne „Oeli“ in Zürich, nachdem man ein einzigartiges athletisches Trinkspiel bestanden hat.